# Neue Burg (Hamburg)
Die Neue Burg war eine mittelalterliche Niederungsburg in der Hamburger Altstadt. Die mit der Neuen Burg in Verbindung gebrachte Alsterburg hat neuesten Erkenntnissen zur Folge nie wirklich existiert.

## Lage und Bauweise

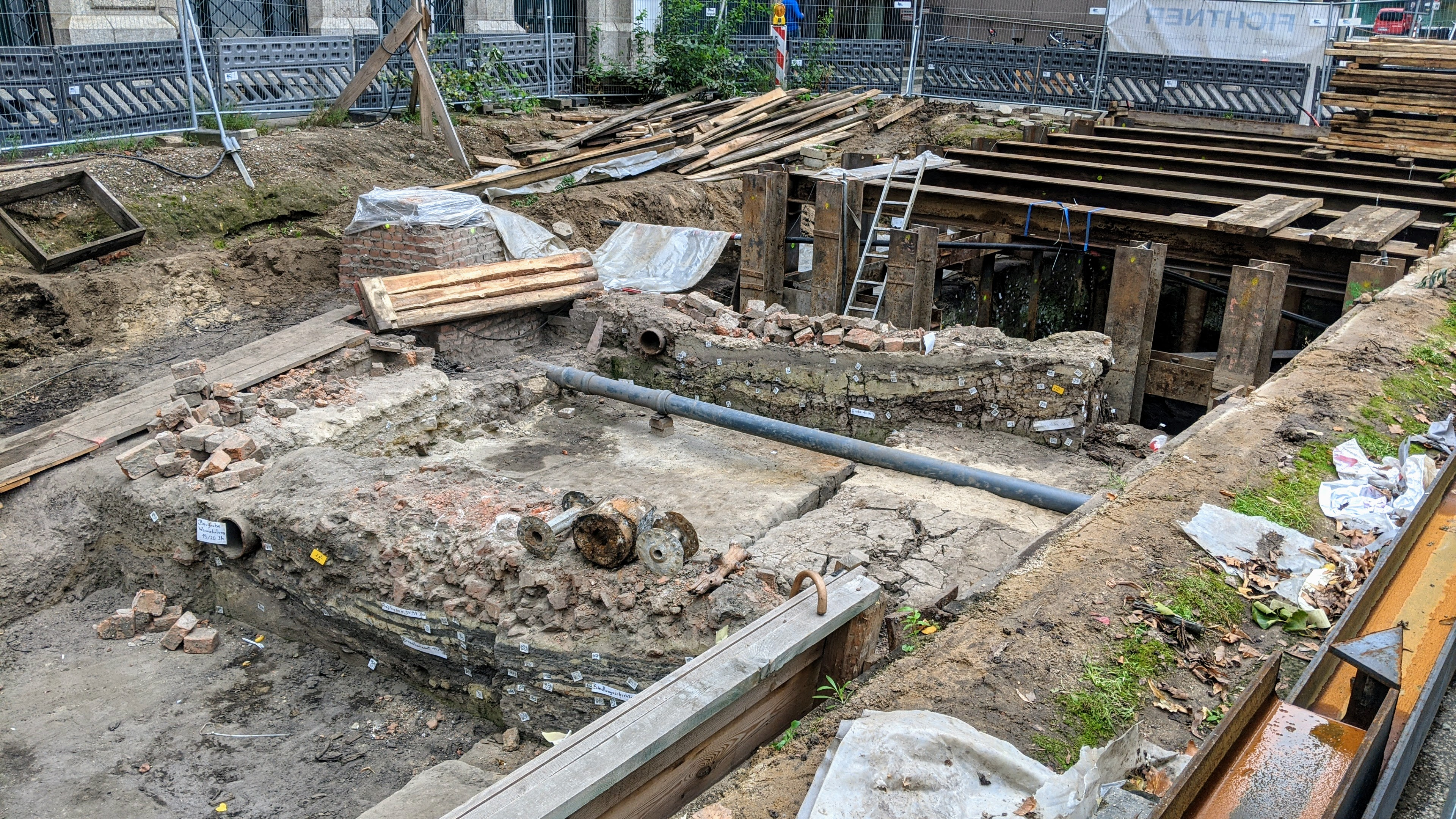
Ausgrabungsstelle nach Abschluss der Grabung, September 2020

Die Neue Burg befand sich zwischen Alster und Elbe in der damaligen Alsterschleife, dem heutigen Nikolaifleet nahe der Elbe. Sie war als Wallburg errichtet worden. Der Wall hatte einen Durchmesser von 36 Metern und eine Höhe von 5,5 bis 6 Metern. Es handelt sich um eine klassische Holz-Erde-Konstruktion, doch konnte durch die verschiedenen archäologischen Ausgrabungen der letzten 8 Jahre besondere Konstruktionsmerkmale festgestellt werden.
Der Gesamtwall besteht aus einer Substruktion aus Zweigen und Reisig, welche direkt auf den anstehenden Boden aufgebracht wurde. Diese diente dazu, das Gelände, welches nur unwesentlich höher war als der Wasserstand, zu erhöhen. Auf der Substruktion wurden ein innerer Teilwall sowie ein äußerer Teilwall errichtet. Während der innere Teilwall aus Holzrosten und Kleilagen besteht, ist der äußere Teilwall aus Holzkästen in Blockbauweise und Kleisoden errichtet worden. Beide Teilwälle wurden durch Kleisoden verbunden und bilden den Wallkern. Der darüber folgende Wallmantel bestand überwiegend aus Grassoden. Hauptsächliches Bauholz ist Birke und Erle. Eiche wurde nahezu ausschließlich für die Holzkästen und die Torwange des Hafentors im Osten verwendet.
Am inneren Wallfuß wurde bei der Baustellenbeobachtung 1967/1968 ein Steinpflaster beobachtet, welches bei der Ausgrabung 2019 unterhalb der Grabung von 2017 in ähnlicher Form beobachtet werden konnte.
Die umwallte Fläche betrug etwa 7.800 m² (0,78 ha). Der Außendurchmesser der Neuen Burg betrug entlang der Ost-West-Achse etwa 171 m und in nord-südlicher Ausrichtung etwa 156 m.
Der Burgwall diente neben seiner Wehrfunktion gleichzeitig dem Schutz vor Hochwasser der Alster und Elbe, weshalb er einem Deich sehr ähnlich ist. Zusätzlich ist eine Palisade auf der Wallkrone anzunehmen. Diese Hypothese ergibt sich aus Vergleichen mit anderen sächsischen Burgen, konnte archäologisch jedoch nicht gesichert werden.
Am nördlichen Teil des Walls wurde bereits während der Ausgrabungen 1968/69 das Nordtor entdeckt, welches die Neue Burg mit einem alten Handelsweg verband. An der Ostseite wurde 2020 ein weiteres Tor entdeckt. Es führte direkt zur Alster und somit zum Hafen. Dieses Hafentor könnte eine zentrale Verbindung dargestellt haben, da diese Achse selbst nach Aufgabe der Burg bestehen blieb.
Was sich westlich der Burg befand, ist ungewiss. Es ist nicht bekannt, ob die Burg auf einer Insel oder auf einer Halbinsel errichtet wurde. Nimmt man letzteres an, wäre der einzige Landzugang zur Burg die Westseite gewesen. Geht man von einer Halbinsel aus, stellt sich auch die Frage nach einem möglichen Burggraben. Eine derartige Annahme ist bisher unbelegt, doch deuten Bewegungen des Erdreichs an, dass auf der Westseite jene Kleie abgebaut wurde, welche man für den Bau des Walls verwendete. So hätte ein Graben simultan zum Wall entstehen können.

## Geschichte
Die Erkenntnisse über die Neue Burg haben sich durch die Ausgrabungskampagnen 2014/2015 (Hopfenmarkt), 2016/2017 (Großer Burstah) und 2019/2020 (Neue Burg) in Bezug auf Datierung und Konstruktion stark verändert. Bis 2014 wurde davon ausgegangen, dass die Neue Burg entsprechend schriftlicher Überlieferung durch Adam von Bremen 1061 von dem Billungerherzog Ordulf errichtet wurde und somit das gräfliche Gegenstück zum Bischofsturm darstellte. Ferner ging man davon aus, dass die Billunger mit der Alsterburg eine weitere Burg in Hamburg besaßen. Burgherren waren die vom Herzog eingesetzten Grafen von Hamburg, Heinrich und sein Sohn Gottfried. 1066 und 1072 wurde Hamburg von slawischen Truppen angegriffen. Oberhalb des Wallbestrichs konnten bei Ausgrabungen zwei Brandschichten freigelegt werden, welche in die Zeit der Überfälle passen würden. 1111 wurde die Burg Eigentum der Schauenburger.
Basierend auf Ausgrabungen durch Kay-Peter Suchowa 2014/2015 am Hopfenmarkt, 2016/2017 am Großen Burstah und 2019/2020 im Bereich der Neuen Burg, konnten wertvolle dendrochronologische Daten erhoben werden. Durch die Auswertung der Daten konnte der Entstehungszeitraum der Neuen Burg weiter eingegrenzt und vordatiert werden. Es wird neuerlich davon ausgegangen, dass die Burg von 1021 bis Winter 1023 erbaut worden sein muss. Nur vereinzelte Dendrodaten deuten (ohne Signifikanz) eine Bauzeit bis 1024 an. Die neue Datierung hat zur Konsequenz, dass Ordulf nicht Bauherr gewesen sein kann, sondern sein Vater Bernhard II.
Über das Ende der Neuen Burg berichtet der Chronist Helmold von Bosau, dass Heinrich von Badewide Hamburg 1139 belagert und zerstört habe. Mit dieser Darstellung stehen momentan keine archäologischen Erkenntnisse im Widerspruch und das Datum gilt daher bis auf weiteres als Zeitpunkt des Niedergangs der Neuen Burg. Wahrscheinlich lag die Burg danach über fünfzig Jahre lang brach.
1188 gründete Adolf III. auf diesem Platz die damalige Neustadt. Hierzu wurde der Burgwall aufgefüllt, wodurch ein Stadthügel entstand. Im Westbereich dieses Hügels, auf dem nun zugeschüttetem Wall, ließ Graf Adolf III. die St. Nikolaikapelle errichten, welche er 1195 an den Bischof abtreten musste. Zu diesem Zeitpunkt war die Burg nicht mehr in Funktion. Der Name „Neue Burg“ blieb als Flurbezeichnung der dort liegenden Grundstücke erhalten. Heute trägt eine Straße den Namen Neue Burg.

## Der Umzug von der Hammaburg in die Neue Burg
Lange wurde eine Gleichzeitigkeit einiger Burganlagen Hamburgs angenommen, die eigentlich nacheinander bestanden. Dies betraf auch das Burgen-Paar Hammaburg und Neue Burg. Neueste Erkenntnisse zeigen, dass die Hammaburg zeitnah zur Errichtung der Neuen Burg eingeebnet wurde. Die Datierung der Einplanierung der Hammaburg auf Anfang der 1020er wird dadurch gestützt, dass zu diesem Zeitpunkt eine Holzkirche auf dem Terrain der ehemaligen Hammaburg errichtet wurde.
Durch die Zusammenführung der Erkenntnisse aus den Ausgrabungen am Hammaburg-Platz 2005/2006 zur Erschließung der Hammaburg und 2019/20 im Bereich der Neuen Burg, konnte bestätigt werden, dass die Aufgabe der Hammaburg und der Bezug der Neuen Burg ungefähr zeitgleich stattfanden. Die lange tradierte Mythos der Alsterburg muss daher als widerlegt gelten. Wenn der Übergang von der Hammaburg zur Neuen Burg fließend verlief und die Datierungen der Ausgrabungen korrekt sind, bleibt keine zeitliche Periode übrig, in der die Alsterburg hätte existieren können.

## Erschwerende Bedingungen bei den Ausgrabungen

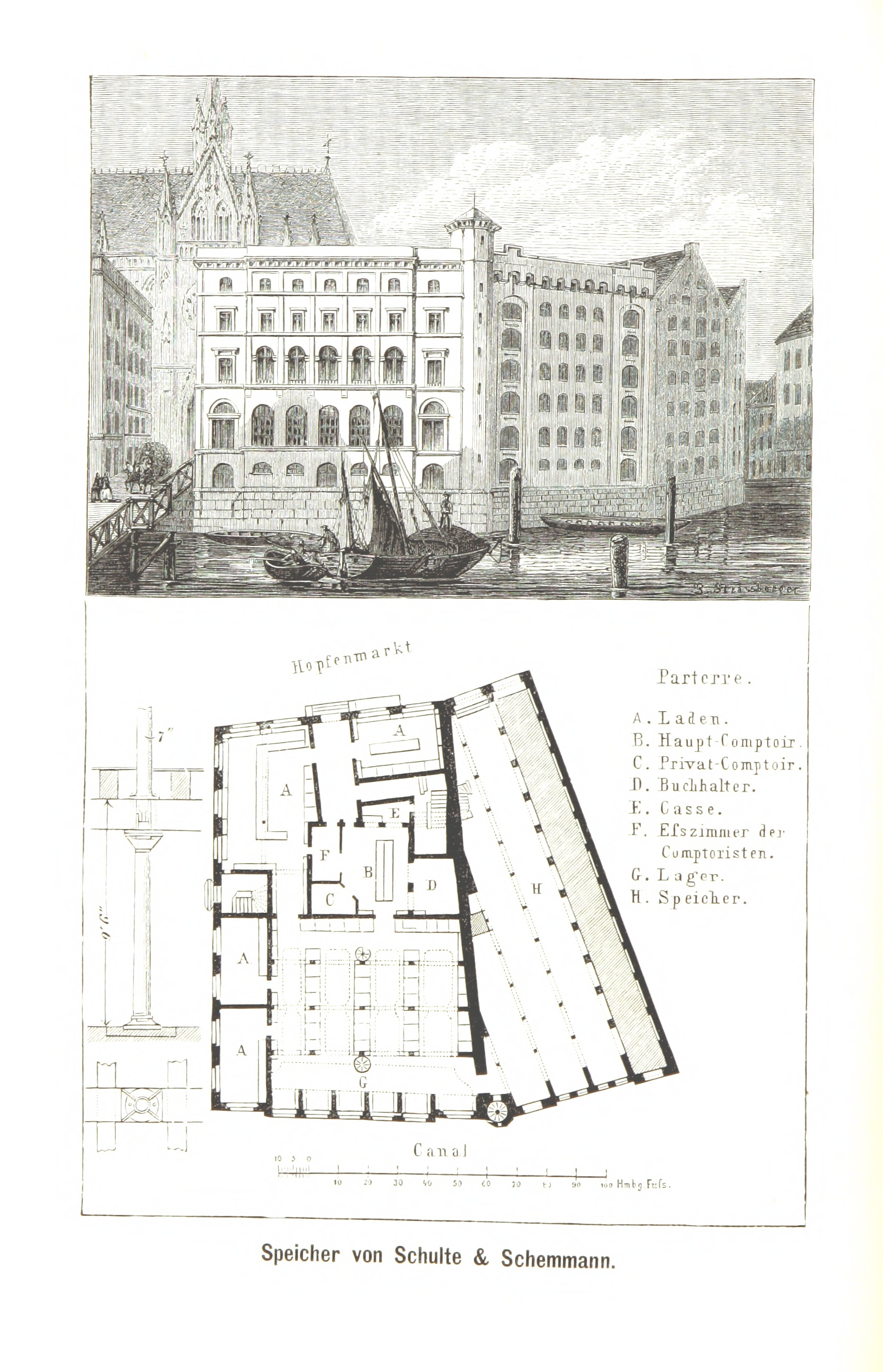
Speichergebäude des 19. Jahrhunderts

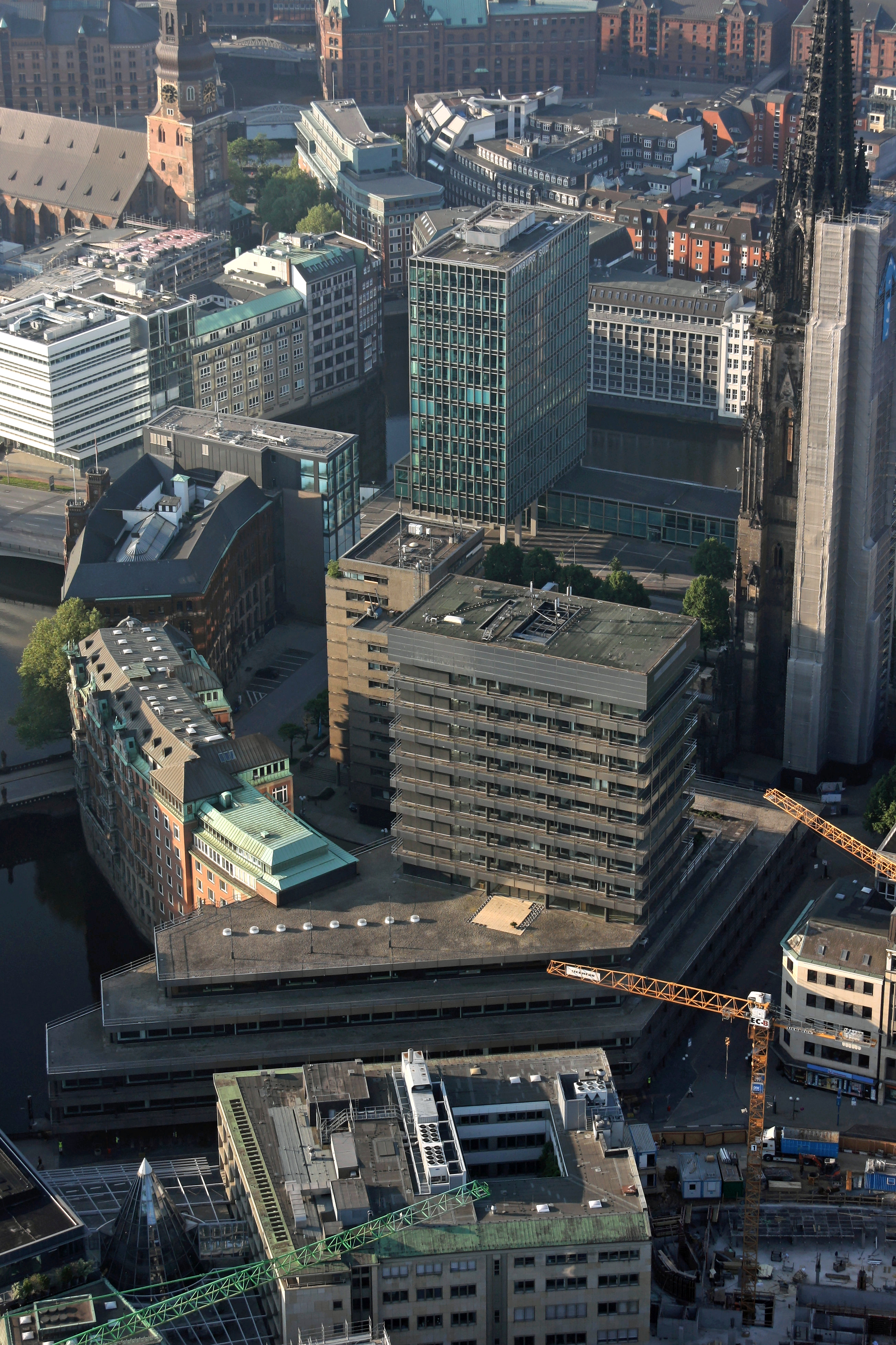
Moderne Überbauung

Es gab bisher in Hamburg, im Unterschied zu den meisten anderen Regionen Deutschlands, kaum eine Tradition für die Burgenforschung. Dies muss nicht auf kulturelles Desinteresse zurückgeführt werden. Hamburg mag es schwerer gehabt haben, eine solche Tradition zu entwickeln, da das Mittelalter spätestens mit dem Stadtbrand 1842 vollständig aus dem Stadtbild getilgt wurde. Nach dem großen Brand setzte eine Überbauung aller potentiell geschichtsträchtigen Areale Hamburgs ein. Im Zentrum der Neuen Burg wurde ab 1846 die neogotische Nikolaikirche errichtet, deren Vorgängerin ebenfalls dem Stadtbrand zum Opfer gefallen war. 1943 wurde diese Kirche durch Fliegerbomben im Rahmen der „Operation Gomorrha“ schwer beschädigt, 1951 wurde das Kirchenschiff abgerissen, nur der Turm und Teile der Chorwände blieben als Mahnmal stehen.
Während die Wallkonstruktion bei archäologischen Grabungen 1953 untersucht werden konnte, war das Innere des Walls wegen neuerer Überbauung nicht zugänglich. Bei den Grabungen wurden nur wenige Gegenstände des täglichen Gebrauchs gefunden. Beispielsweise konnte damals in das 11. Jahrhundert zu datierende Pingsdorfer Keramik geborgen werden. Besonders unglücklich war der Bau zweier Hochhäuser im Bereich der Neuen Burg um das Jahr 1970. Hierbei wurde nicht nur ein erforschenswertes Areal der Archäologie auf Zeit entzogen. Darüber hinaus forderte der Tiefbau für das Gebäude ein umfangreiches Auskoffern des Erdreiches, wodurch viele Spuren und Hinweise vernichtet wurden.
Allgemein gab es in den letzten beiden Jahrhunderten nur selten Gelegenheiten und Genehmigungen, in Hamburg relevante archäologische Grabungen durchzuführen. Dieser Umstand hat sich in den vergangenen Jahren umgekehrt.

## Literatur

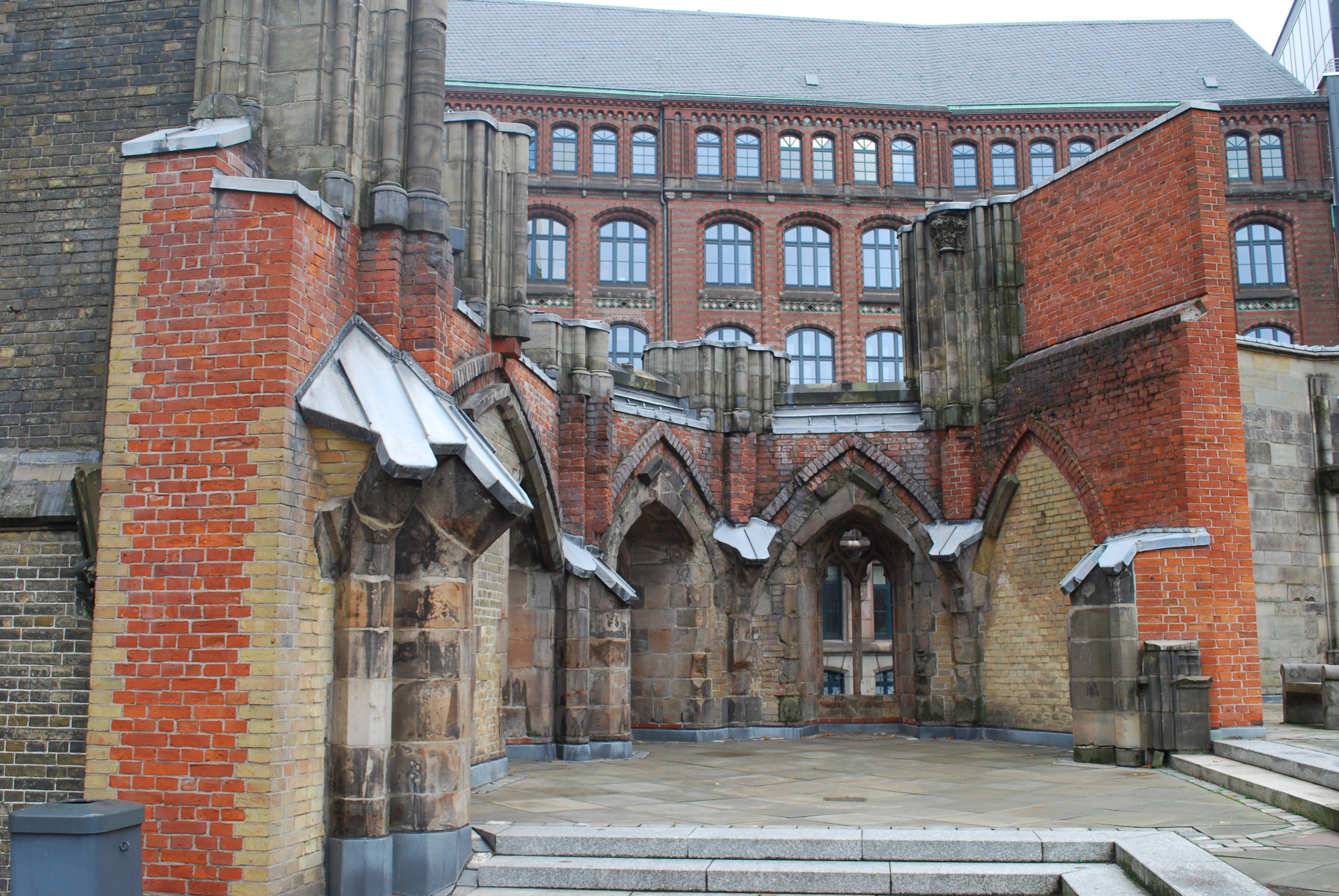
Ruine der Nikolaikirche